# 鷲本ひろし
鷲本ひろし（わしもとひろし、1963年生 - ）は、株式会社アロマ企画を中心に活躍するAV監督である。

## 人物
- 東京都出身。
- 血液型A型。
- 口唇フェチである。
- パンチラを撮る時に、「Tバックは邪道」と語る。パンティーは綿のフルバックショーツでなくてはならないというこだわりを持つ。
- デジカムで撮影する際、自分の鼻息が収録されないよう必ずマスクを着用したり、主観モノの作品においては、視聴者にとってオナニーの邪魔になる男優の顔や声を出来る限り排除するという細かい気配りが、「日本一オナニストの立場に立って作品作りをする監督」として高く評価されている。

## 主な監督作品
- 「僕が女性に犯されたい理由」（ソフト・オン・デマンド）

（以下全てアロマ企画作品）
- 「いじめたい女　いじめられたい男」
- 「朝までオモチャにしてあげる」
- 「僕をオモチャにして下さい」
- 「僕のオナニー見てください」
- 「玩具扱いされる男」
- 「金縛りにあった男」
- 「憎いほど男殺し」
- 「女版・寸止め生殺し」
- 「眼鏡の女」
- 「寝たふりする女」
- 「お嬢様・エロ芸術」
- 「舐められ倶楽部」
- 「濃厚接吻」
- 「熟女綺譚」
- 「体罰ビンタ」「体罰ビンタ２」